# 農丈人
HD 172910，又名CD-3512876，SAO 210509、HR 7029，是一颗人马座的恒星，视星等为4.87，位于銀經359.8，銀緯-14.08，其B1900.0坐标为赤經18h 37m 37.5s，赤緯-35° -14.08′ 25″。